# Theopompella orientalis
Theopompella orientalis är en bönsyrseart som beskrevs av Giglio-tos 1917. Theopompella orientalis ingår i släktet Theopompella och familjen Liturgusidae. Inga underarter finns listade i Catalogue of Life.